# Кларксон, Адриенна
Адриен Луиз(а) Кларксон (англ. Adrienne Louise Clarkson, кит. 伍冰枝) (род. 10 февраля 1939) — канадская журналистка и государственный деятель. С 7 октября 1999 по 27 сентября 2005 — 26-й генерал-губернатор Канады: первый генерал-губернатор азиатского происхождения (родом из этнической группы хакка, родители — британские граждане из Гонконга) и вторая женщина в этой должности — первой была Жанна Сове.

## Образование
Окончила колледж Лисгар в 1956 г., затем получила степень бакалавра искусств в Тринити-колледже при Университете Торонто в 1960 г. В 1962 г. поступила в аспирантуру Сорбоннского университета в Париже.

## Журналист
С 1965 года А. Кларксон сотрудничает с CBC, где с 1974-го ведёт собственное шоу. С 1983 года является культурным представителем Онтарио во Франции.

## В должности генерал-губернатора
С одной стороны, её неоднократно хвалили за то, как она «модернизировала» должность генерал-губернатора, играя гораздо более активную роль в общественной жизни, чем её предшественники; с другой, именно результаты этой общественной деятельности стали объектом критики, поскольку расходы генерал-губернатора и её канцелярии возросли почти на 200 % (в 2003 г. бюджет составил около $41 млн.). Отчасти рост расходов был обусловлен объективными причинами: ранее эти расходы ложились на различные министерства Канады.

## Награды
- Орден Дружбы (30 июня 2006 года, Россия) — за большой вклад в развитие и укрепление российско-канадских дружественных отношений[4]

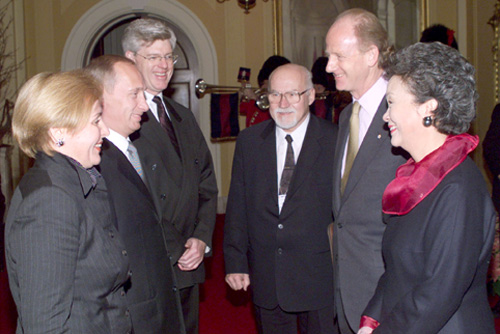
Официальная церемония встречи Владимира и Людмилы Путиных с Генерал-губернатором Канады Адриенны Кларксон и её супругом

## Семья
В 1963 году вышла замуж за Стивена Кларксона, профессора политологии Торонтского университета. В браке родилось трое детей (одна девочка умерла в младенчестве). После развода оба ребёнка остались в семье мужа и были удочерены его новой женой.
С 1999 года её второй супруг — Джон Ролстон Сол.